# Château de Janville (Gouberville)
Ne doit pas être confondu avec Château de Jambville, Château de Paluel ou Château de Janville.
Le château de Janville est une demeure, bâtie en 1852 en remplacement du manoir de Gouberville, qui se dresse sur le territoire de l'ancienne commune française de Gouberville, dans le département de la Manche, en région Normandie.

## Localisation
Le château s'ouvre par une grille d'entrée située au sud-est de la propriété, à proximité du hameau d'Imbranville, sur le territoire de Gouberville, commune rattachée à la commune nouvelle de Vicq-sur-Mer, dans le département français de la Manche.

## Historique
Le château est bâti en 1852, par Paul Hervé du Mesnildot, fils Louis du Mesnildot, qui avait hérité du manoir de Gouberville. Le manoir, abandonné et à demi ruiné est rasé en 1852. Le château actuel, de style Second Empire, fut construit sur la base des plans de l'architecte parisien M. Gilet. Paul Hervé décèdera à Paris le 30 avril 1855. Sa fille unique, Maria du Mesnildot, épousera en premières noces, le marquis Marie-Joseph d'Aigneaux et, en secondes noces, Marie-Firmin de Martel, vicomte de Janville et agronome reconnue. De ce dernier mariage naîtra deux fils, Hervé et Geoffroy de Martel de Janville.
C'est au château que la comtesse Maria de Martel recevait sa belle-sœur, la comtesse et romancière, Sybille de Riquetti de Mirabeau (1849-1932), épouse du comte Roger de Martel de Janville.
En 1941, le château brûle accidentellement. Resté longtemps ruiné, il n'en subsisterait que le rez-de-chaussée depuis remis en état.